# Axiodes intricata
Axiodes intricata är en fjärilsart som beskrevs av W. Warren 1905. Axiodes intricata ingår i släktet Axiodes och familjen mätare. Inga underarter finns listade i Catalogue of Life.